# Gillertjärnen (Långseruds socken, Värmland)
Gillertjärnen är en sjö i Säffle kommun i Värmland och ingår i Göta älvs huvudavrinningsområde. Gillertjärnen ligger i naturreservatet Gillertjärn och i Gillertjärn Natura 2000-område. Sjöns area är 0,02 kvadratkilometer och den är belägen 160 meter över havet.